# Ahmed Ildız
Ahmed Ildız (* 29. November 1996 in Wien) ist ein türkisch-österreichischer Fußballspieler.

## Karriere

### Verein
Ildız begann seine Karriere in seiner Heimatstadt beim SC Red Star Penzing. 2009 kam er in die Jugend des SK Rapid Wien, wo er später auch in der Akademie spielte. Im März 2013 debütierte er für die Amateurmannschaft in der Regionalliga, als er am 19. Spieltag der Saison 2012/13 gegen den Wiener Sportklub in der 85. Minute für Eldis Bajrami eingewechselt wurde.
Im Sommer 2016 wechselte Ildız zum türkischen Erstligisten Kasımpaşa Istanbul. Sein Debüt für die Profis gab er im Oktober 2016 im Cup gegen Kahramanmaraşspor. Im November 2016 debütierte er schließlich auch in der Süper Lig, als er am zehnten Spieltag der Saison 2016/17 gegen Konyaspor in der 63. Minute für Samuel Eduok ins Spiel gebracht wurde.
Zur Saison 2018/19 wechselte er zum Ligakonkurrenten Yeni Malatyaspor und unterschrieb dort einen Vertrag mit einer Laufzeit von drei Jahren. In seiner ersten Saison bestritt er 23 von 34 möglichen Ligaspielen für Malatyaspor, bei denen er ein Tor schoss, sowie neun Pokalspiele mit einem Tor und ein Spiel in der Europa-League-Qualifikation. In der nächsten Saison waren es 13 von 34 möglichen Ligaspielen und drei Pokalspiele. In der Saison 2020/21 wurden infolge der Aufstockung der Liga infolge der COVID-19-Pandemie 42 Spiele ausgetragen. Davon bestritt Ildız 35, in denen er ein Tor schoss, sowie vier Pokalspiele.
Im Juli 2021 wechselte er zum Ligakonkurrenten Alanyaspor, bei dem er wiederum einen Vertrag mit drei Jahren Laufzeit unterschrieb. Bis Januar 2022 bestritt er 8 von 20 möglichen Ligaspielen und ein Pokalspiel. Mitte Januar 2022 wurde er an Eyüpspor ausgeliehen, die in dieser Saison in die TFF 1. Lig, die zweithöchste türkische Liga, aufgestiegen waren. Im Rest der Saison bestritt er 14 von 19 möglichen Ligaspielen für Eyüpspor, in denen er ein Tor schoss. In der neuen Saison 2022/23 waren es 14 von 18 möglichen Ligaspielen mit wiederum einem Tor und ein Pokalspiel.
Mitte Januar 2023 wurde diese Ausleihe beendet. Ildız wurde erneut ausgeliehen, diesmal an den Ligakonkurrenten Pendikspor bis zum Ende der Saison. Nach dieser Leihe wurde er fest in der Türkei verpflichtet. Er steht seit Sommer 2023 bei Göztepe unter Vertrag.

### Nationalmannschaft
Der gebürtige Österreicher Ildız debütierte im März 2017 gegen die Ukraine für die türkische U-21-Auswahl.

## Persönliches
Sein Bruder Muhammed ist ebenfalls Fußballspieler, lief jedoch im Gegensatz zu Ahmed für österreichische Nachwuchsnationalmannschaften in verschiedenen Altersklassen auf.